# نايل ملا
نايل ملا فنان تشكيلي سعودي (ولد في مكة المكرمة عام 1957م) يعد أحد رواد الجيل الثالث من الذين سعوا لترسيخ مفاهيم الفن التشكيلي في السعودية، وهو صاحب بصمة في رسم المصغرات أو «المنمنمات». بدأ مشاركاته وحضوره الفني منذ عام 1982م، وأقام العديد من المعارض الشخصية من أبرزها: معرض (تشاكيل)، ومعرض (تقاسيم شرقيه) الذي أقامه داخل وخارج المملكة العربية السعودية.

## التعليم
- حاصل على البكالوريوس من قسم إعلام في جامعة الملك عبدالعزيز عام 1980م.[3]

## معارض فنية
- أقام معرضه الشخصي الأول (تشاكيل) في روشان جاليري جدة في يناير عام 2015.
- أقام معرضه الشخصي الثاني (تقاسيم شرقية) في جاليري حوار في مدينة الرياض في مايو 2015.[4]
- أقام معرضه الشخصي (تقاسيم شرقية) في كتارا في دولة قطر عام 2016.[5]
- أقام معرضه الشخصي (تشاكيلي الصغيرة) في جاليري تجريد في الرياض في يونيو 2021، وضم المعرض أكثر من 350 عملاً من مصغرات الفنان التي اشتهر بها منذ اشتغاله بالفن التشكيلي.[6]

## الجوائز
حصل على العديد من الجوائز العالمية من أبرزها:
- ميدالية تكريمية من ترينالي القاهرة الدولي الثالث للجرافيك.
- جائزة العمل الابداعي المتميز (حتحور) ببينالي القاهرة الدولي التاسع.
- حصل على الجائزة الشرفية من بينالي طهران الدولي للفنون الإسلامية.[7]